# Hessisches Landesarbeitsgericht

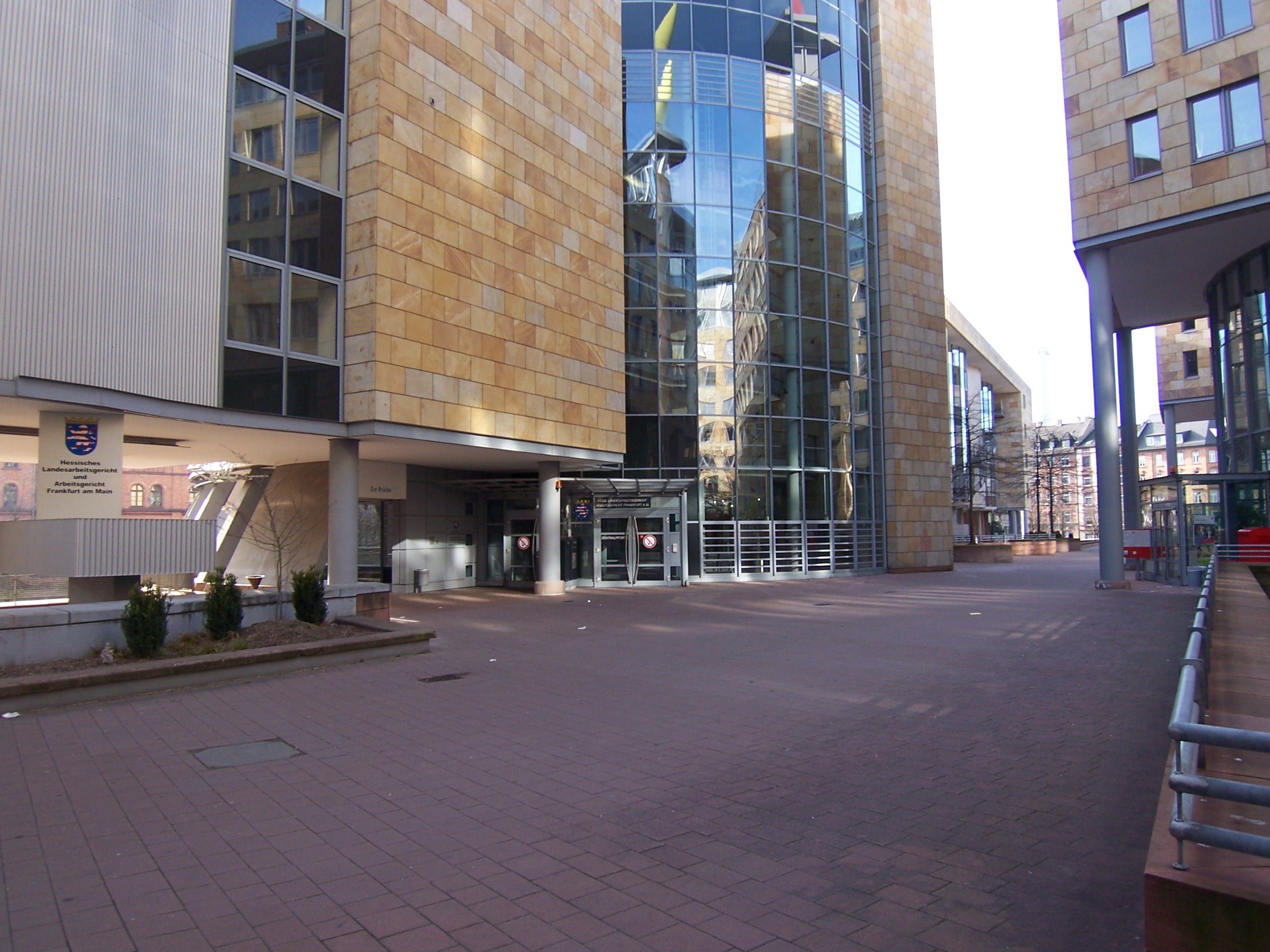
Landesarbeitsgericht Hessen und Arbeitsgericht Frankfurt am Main

Das Hessische Landesarbeitsgericht, ein Gericht der Arbeitsgerichtsbarkeit, ist auf Ebene des Landes Hessen die oberste Instanz in Fragen des Arbeitsrechts. 2013 wurde mit Gabriele Jörchel die erste Frau zur Präsidentin ernannt. Seit 2019 steht Frank Woitaschek an der Spitze des Gerichts.

## Gerichtssitz und -bezirk
Das Gericht hat seinen Sitz in Frankfurt am Main. Der Gerichtsbezirk umfasst das gesamte Bundesland.

## Gerichtsgebäude und Größe
Das Gericht befindet sich im Behördenzentrum der ehemaligen Gutleutkaserne im Gutleutviertel. Die Anschrift lautet: Gutleutstraße 130, 60327 Frankfurt am Main.
Das Hessische Landesarbeitsgericht verfügt über zwanzig Kammern.

## Geschichte
1927 wurden in Deutschland Arbeitsgerichte gebildet. Die Landesarbeitsgerichte waren jedoch unselbstständig und den Landgerichten angeschlossen. Am Landgericht Frankfurt am Main entstand so das Landesarbeitsgericht Frankfurt am Main. Nach der Besetzung Deutschlands durch die Alliierten wurden 1945 zunächst alle Gerichte geschlossen. Die ordentlichen Gerichte wurden schon bald wieder eröffnet, während die Arbeitsgerichte zunächst außer in Hamburg nicht wieder eingerichtet wurden, so dass arbeitsgerichtliche Streitigkeiten von den ordentlichen Gerichten erledigt werden mussten. Gemäß Kontrollratsgesetz 21 sollten in Deutschland Arbeitsgerichte aufgebaut werden. 
Am 1. Oktober 1946 wurde das Hessische Landesarbeitsgericht auf der Grundlage eines Erlasses der Militärregierung von Groß-Hessen gegründet. Das Gericht war anfangs mit zwei Kammern ausgestattet und ressortierte beim Hessischen Ministerium für Arbeit und Wohlfahrt. Bis zum Jahr 1999 verblieb die Zuständigkeit für die Arbeitsgerichtsbarkeit in Hessen beim Sozialministerium, seitdem ist das Justizministerium zuständig.
Im Jahre 2007 verlegte das Gericht seinen Sitz, den es seit vielen Jahren in der Adickesallee 36 in Frankfurt am Main hatte, in das Behördenzentrum, das 1994 in der ehemaligen Gutleutkaserne eingerichtet worden war.

## Aufgaben und Funktion
Als Landesarbeitsgericht bildet das Gericht die zweite Instanz der Arbeitsgerichtsbarkeit in Hessen. Es ist somit für Berufungen und Beschwerden gegen Entscheidungen der in seinem Bezirk gelegenen Arbeitsgerichte sachlich zuständig.

## Über- und nachgeordnete Gerichte
Dem Hessischen Landesarbeitsgericht ist, wie jedem Landesarbeitsgericht, allein das Bundesarbeitsgericht übergeordnet. Nachgeordnet sind insgesamt sieben Arbeitsgerichte, nämlich die Arbeitsgerichte in Darmstadt, Frankfurt am Main, Fulda, Gießen, Kassel, Offenbach am Main und Wiesbaden.

## Leitung
- 1946–1954 Gerhard Müller, * 1912, gestorben 1997
- 1954–1961 Hellmuth Haberkorn, * 1896
- 1962–1979 Hans Gustav Joachim, * 1917, gestorben 1989[1]
- 1979–1987 ...
- 1987–2001 Hilger Keil, * 1937
- 2002–2009 Hartmut Koch, * 1944, gestorben 2019[2][3]
- 2010–2013 Peter Bader (Jurist), * 1948
- 2013–2019 Gabriele Jörchel, * 1955
- seit 2019 Frank Woitaschek, * 1960